# Marguerite de Brandebourg (1450-1489)
Pour les articles homonymes, voir Marguerite de Brandebourg.
Marguerite de Brandebourg (née en 1449/1450 - morte en 1489) fut par naissance une princesse de la maison de Hohenzollern issue de l'Électorat de Brandebourg et par mariage une duchesse de Poméranie.

## Biographie
Marguerite est la seconde fille de l'Électeur Frédéric II de Brandebourg et de son épouse Catherine de Saxe (1421–1476), fille de l'Électeur Frédéric Ier de Saxe. Seuls deux des enfants de Frédéric II survivent : Marguerite et sa sœur aînée Dorothée de Brandebourg, épouse du duc Jean V de Saxe-Lauenbourg.
En 1474, le Brandebourg entre en guerre contre la Poméranie, parce que Bogusław X de Poméranie refuse de rendre l'hommage féodal à Frédéric II. Le 1er mai 1476, pendant les négociations de paix, il est convenu que Bogusław X épouse Marguerite  Le mariage qui est imposé Bogusław X est célébré le 20 septembre 1477 à Prenzlau, une très petite dot est prévue au contrat elle ne sera d'ailleurs jamais versée.
Un an après cette union l'oncle de Bogusław, Warcisław X meurt sans héritier, ce qui fait de Bogusław X l'unique souverain du duché de Poméranie ce qui ne s'était pas produit depuis 200 ans. En 1479, Bogusław X conclut la paix de Prenzlau avec l'oncle de son épouse le nouvel Électeur Albert III Achille de Brandebourg, le reconnait comme son seigneur et lui rend l'Hommage lige.
L'union avec Marguerite reste stérile et son mari qui l'accuse d'infidélité la désavoue, ce qui entraîne des tensions politiques avec l'Électorat de Brandebourg. L'Électeur exige qu'un douaire lui soit constitué. Bogusław X, en retour allègue que la maison de Hohenzollern lui a imposé une princesse stérile en mariage afin de s'assurer de sa succession et d'hériter de la Poméranie. Pendant les négociations de paix de 1479, Bogislaw accepte finalement d'accorder un douaire à son épouse. Il devra de plus attendre la mort de Marguerite en 1489 pour épouser en secondes noces à Szczecin le 2 février 1491, Anne Jagellon, fille du roi Casimir IV de Pologne.